# Atomic Kitten
Atomic Kitten er en pop/dance-trio fra Storbritannien.

## Diskografi
- Right now (2000)
- Right Now (2001)
- Feels so good (2002)
- Ladies night (2003)